# Esquirol llistat de Gray
L'esquirol llistat de Gray (Funisciurus isabella) és una espècie de rosegador de la família dels esciúrids. Viu al Camerun, el Congo, Guinea Equatorial i el Gabon. El seu hàbitat natural són els boscos de plana o de montà. És una espècie en risc mínim, és a dir, no sembla que hi hagi cap amenaça significativa per a la seva supervivència.
Aquest tàxon fou anomenat en honor de la traductora britànica Isabel Burton.